# Transfektion
Transfektion är en mycket vanlig metod inom molekylärbiologin som går ut på att man introducerar främmande genetiskt material antingen in vitro till mammalieceller eller in vivo. Sådant genetiskt material är ofta manipulerade plasmider eller antisense RNA. Syftet är att manipulera målcellerna att producera ett visst protein eller att minska cellernas produktion av det specifika proteinet.
Det finns olika tillvägagångssätt för att åstadkomma transfektion, där olika metoder har olika effektivitet samt toxicitet för cellen.
Ett vanligt kommersiellt tillgängligt transfektionsreagens är lipofectamine. Lipofectamine är en positivt laddad polymer och binder därför starkt till negativt laddade DNA-molekyler, men även till det negativt laddade plasmamembranet. Komplexet kommer sedan internaliseras i cellen genom endocytos. Lipofectamin är en populär metod men långt ifrån den enda för att åstadkomma transfektion. Alternativ existerar, såsom elektroporering, mikroinjektion samt användandet av virusvektorer och kalciumfosfatkomplex.
Elektroporering går ut på att kultiverade celler appliceras i en kyvett tillsammans med det främmande DNA:t, därefter appliceras ett elektriskt fält vilket kommer att mobilisera de negativa DNA-molekylerna i riktning mot den positiva anoden. DNA-molekylerna kommer därmed att tryckas in i cellerna. Elektroporering ger en hög enskild transfektionseffektivitet men även hög celldöd.
Mikroinjektion går ut på att celler studeras under mikroskop, varvid en mycket tunn nål penetrerar plasmamembranet och DNA:t sprutas in. Metoden har flera nackdelar; dels är den dyr då specialnålar samt specialmikroskop krävs, dels ineffektiv då endast en cell i taget kan transfekteras. Däremot är den unik i den meningen att det är den enda metod där proteiner samtidigt kan introduceras (till exempel antikroppar).
Virusvektorer är en dyr och potentiellt farlig metod som kräver ett specialiserat labb.
Transformation är motsvarigheten när bakterier istället för eukaryota celler används.